# 死を呼ぶスキャンダル
『死を呼ぶスキャンダル』（しをよぶスキャンダル、原題 Savage） は、1973年3月31日にNBCで放送されたアメリカ合衆国のテレビ映画。スティーブン・スピルバーグが監督し、マーティン・ランドーとバーバラ・ベインが主演した。単発作品であるが、本来はシリーズ化のためにパイロット版として制作された作品である。また、テレビ映画としてはスピルバーグが最後に監督した作品である。
日本では、1986年6月13日に日本テレビの深夜映画枠『金曜ナイトスクリーン』にて「スピルバーグ特集①」として初放送された。

## ストーリー
テレビレポーターのサベジは、写真に写る女性が謎の死を遂げたことを機に、最高裁判事候補にまつわるスキャンダルを追う。

## キャスト
| 役名                   | 俳優                          | 日本語吹替 （テレビ版） |
| ---------------------- | ----------------------------- | ----------------------- |
| ポール・サベジ         | マーティン・ランドー          | 坂口芳貞                |
| ゲイル・アボット       | バーバラ・ベイン              | 中西妙子                |
| ジョエル・ライカー     | ウィル・ギア                  | 大久保正信              |
| ピーター・ブルックス   | ポール・リチャーズ            | 郷里大輔                |
| アリス・ベイカー       | ミシェル・ケイリ―             | 高島雅羅                |
| ダニエル・スターン判事 | バリー・サリヴァン            | 大木民夫                |
| マリオン・スターン     | ルイーズ・レイサム            | 好村俊子                |
| リー・レイノルズ       | スーザン・ハワード            | 榊原良子                |
| テッド・セリグソン     | ダブニー・コールマン          | 秋元羊介                |
| ラッセル               | パット・ハリントン・Jr.       |                         |
| ジェリー               | ジャック・ベンダー            | 小滝進                  |
| ディレクター           | ヴィクター・ミラン            | 大山高男                |
| チャンバース警部補     | ウォーレン・J・ケンマーリング | 伊井篤史                |
| フロアマネージャー     | カール・ゴッドリーブ          |                         |

## スタッフ
- 監督: スティーヴン・スピルバーグ
- 製作: ポール・メイソン
- 製作総指揮: リチャード・レヴィンソン（英語版）、ウィリアム・リンク（英語版）
- 原案: マーク・ロジャース
- 脚本: マーク・ロジャース、リチャード・レヴィンソン、ウィリアム・リンク
- 撮影: ビル・バトラー
- 編集: エドワード・M・エイブロムス（英語版）、スティーブン・スピルバーグ
- 音楽: ギル・メレ

### 日本語版
- 演出: 小山悟
- 翻訳: 高橋京子
- 調整: 堀内勉
- 効果: 遠藤堯雄、桜井俊哉
- 選曲: 赤塚不二夫
- 録音: TFCスタジオ
- 制作: 東北新社